# 伊藤ミカ
伊藤 ミカ（いとう みか、1936年11月1日 - 1970年1月11日）は、日本の元体育教師、前衛舞踏家。元伊藤ミカ・ビザール・バレエ・グループ代表。
『O嬢の物語』の舞踊化を始めとし、肌の露出・緊縛など、性的な要素を前面に押し出した舞踊を次々と計画・出演し、賛否両論ながら大きな話題を呼んだ。しかし、知名度が高まりつつあったさなか一酸化炭素中毒のため急死した。
戸籍名は伊藤君子、旧姓は川島。1958年に伊藤文學と結婚し伊藤姓となる。

## 来歴

### 生い立ち
埼玉県の農家に生まれ、小学生の時に叔父夫婦の養女となる。埼玉県立久喜高等学校を卒業後、1955年に日本女子体育短期大学へ進学。高校では体操部に所属、短大では徒手体操を学んだ。1957年7月に養親の家を出、伊藤文學と同棲を始める。1957年に短大を卒業後、世田谷区内の中学校に体育教師として赴任し、翌1958年に入籍、伊藤姓となる。

### 舞踏活動の開始
教師として勤務する傍ら、1958年から邦千谷舞踊研究所に参加。邦千谷（邦正美の弟子）の「乾いた像」、邦正美の「黄色い時間」などに出演。またクラシックバレエのレッスンにも通い、基礎を学んだ。
1965年春頃に『O嬢の物語』の舞踊化を決意し、澁澤龍彦の訳本、及び著書『快楽主義の哲学』を熟読する。また栗田勇『愛奴』、マルキ・ド・サドの著作なども研究した。

### 『O嬢の物語』と退職
「O嬢の物語」の初演については、現役の女教師が露骨な性描写のある小説を舞踊化し、出演するということで話題になり、前評判が高まった。
その反面、ミカは勤務先で職員会議にかけられ、またPTA役員会も開かれた。自主的に中止することを促されるも、ミカは作品の内容を観て判断してほしいと述べ、上演の意思を明らかにした。講演の5日前には、勤務先の校長が東京都の教育委員会に、下記の3つの問題点を挙げ、指導を仰いだ。
- 公演のポスターに「性」の文字が印刷されていること（「女性の性を追求する」という文章）
- 取材のため、週刊誌記者が勤務先の学校を訪れたこと
- ミカに、教職と舞踏を両立させる資質があるか、疑わしいこと

この翌日、ミカは公演の前に辞表を提出して退職するよう促される。これはチケットの販売が地方公務員法に抵触するからであるという理由であった。また、公演の内容によっては免職処分となり、その場合、自主退職の場合と異なり退職金が給付されないという説得もなされた。悩むミカであったが、最終的には在職したまま公演に踏み切った。
1967年10月、「O嬢の物語」初公演が行われた。舞台美術に金子國義、ポスター・チラシ制作に宇野亜喜良、衣装制作に四谷シモンなどが協力した。性的な描写、特にミカが全裸になって背中に精液に見立てた消火器の泡をかけられる場面が「週刊新潮」などで話題を呼び、同年12月には再演された。この再演は満員の盛況であったが、終幕のシーンでは興奮した観客がミカの体に触れ、衣装の鳥の羽根を引きちぎるというハプニングが起こった。これについて当のミカは、最終場面で観客が登場人物となる演出が成功した結果であると述べた。メディアによる評価は賛否両論で、ミカの試みを評価するものもあれば、観客はヌードが見たいだけであったと切り捨てるものもあった。
ミカは再演終了後に勤務先の中学校に辞表を提出し、1968年3月をもって11年間の教師生活に終止符を打った。

### 『愛奴』以後の活動
1968年12月、栗田勇の原作を舞踊化した「愛奴」を発表する。前年の「O嬢の物語」と合わせてミカの知名度は上昇し、各方面から出演依頼が入るようになり、1969年にはゴーゴークラブ「スペース・カプセル」のレギュラー出演者となり、複数の作品を上演。他にも映画の宣伝イベント、週刊誌の特集などにも登場した。5月には東京都美術館にて開催された第9回現代日本美術展に出品された、五月女幸雄の作品『商品1969・5』に参加。ガラスケースの中に衣装を着た生身の女性が横たわっているというものであり、ミカも自前の舞台衣装で出演していたが、最終日には下着と鎖だけをまとった半裸の姿で展示されて物議をかもした。
またこの1969年にはフジテレビの番組「3時のあなた」に出演依頼もあったが、最終的には局側の都合で中止となった。

### 死とその後
雑誌の対談記事等でミカの知名度は高まっていたが、1970年1月11日、自宅の風呂場で入浴中に死亡しているミカの姿が発見された。死因は一酸化中毒によるもので、遺体は「愛奴」の舞台で使用された棺に納棺された。
死の翌年の1971年、ミカを題材にした丸川賀世子の小説「被虐の舞踏家」が小説現代に掲載された。
2003年に出版された『AQUIRAX UNO POSTERS 1959‐1975―宇野亜喜良60年代ポスター集』の表紙には、「O嬢の物語」が使用された。
2009年6月には、伊藤文學による伝記『裸の女房－60年代を疾風のごとく駆け抜けた前衛舞踊家・伊藤ミカ』が出版された。これは丸川賀世子が保管していた資料が転居の際に30年ぶりに発見され、伊藤文學の元に返却された結果である。本人の没後、実に39年の後であった。

## 年表
- 1936年 埼玉県に生まれる
- 1955年 日本女子体育短期大学入学
- 1957年 短大卒業後、世田谷区の中学校に保健体育の教師として赴任
- 1958年 伊藤文學と結婚し、伊藤姓となる。邦千谷舞踊研究所に通い始める
- 1964年 1児を出産
- 1967年 「O嬢の物語」を発表
- 1968年 中学校を退職、「愛奴」を発表
- 1969年 ゴーゴークラブ、映画の宣伝イベント、現代美術展などに精力的に出演
- 1970年 「雪女」を発表直後、一酸化炭素中毒により死亡。享年33。

## 主な出演作品
- 「O嬢の物語」(1967)
- 「愛奴」(1968)
- 「愛奴の幻想から」(1969)
- 映画「マルキ・ド・サドのジュスティーヌ」の宣伝イベント(1969)
- 「日本初のサイケ・ショウ、エレクトリック・サーカス」(1969)
- 『商品1969・5』（1969) - 五月女幸雄作、第９回現代日本美術展出展作品
- 「迷宮の歌」(1969)
- 「ハイライトの空」(1969)
- 「静かの海の恐怖」(1969)
- 「雪女」(1970)

## 関連文献
- 宇野亜喜良『AQUIRAX UNO POSTERS 1959‐1975―宇野亜喜良60年代ポスター集』（ブルースインターアクションズ、2003年）ISBN 978-4-860-20071-8